# سلمى حارب
سلمى علي سيف بن حارب (1965) سيدة أعمال إماراتية، خريجة الكيمياء من جامعة الإمارات والرئيس التنفيذي لـعالم المناطق الاقتصادية والمنطقة الحرة في جبل علي (JAFZA).

## مسيرتها
حازت على تعليم مشترك بين دولة الإمارات والمملكة المتحدة. شغلت سلمى حارب سابقاً منصب مدير أول لقسم تطوير التخطيط الاستراتيجي وتكنولوجيا المعلومات في المنطقة الحرة، وهي تمتلك خبرة واسعة في مختلف العمليات ووضع استراتيجيات التسويق والعمليات وتطوير الأعمال وتكنولوجيا المعلومات وتخطيط الاستراتيجيات ولديها القابلية لتفهم مختلف متطلبات العملاء. وقبل ترقيتها كانت حارب مسؤولة عن وضع خطط بعيدة المدى لتطوير «جافزا» وتحديث الأنظمة المعلوماتية فيها حيث شغلت منصب مسؤول تخطيط أول. في 2005 أعلنت «جافزا» (المنطقة الحرة بجبل علي) عن تعيين سلمى حارب، مديراً تنفيذاً لـ«جافزا» حيث تعد أول سيدة تتقلد منصب مدير تنفيذي لمنطقة حرة على صعيد دولة الإمارات ومنطقة الشرق الأوسط وشمال أفريقيا. تصدرت قائمة مجلة فوربز العربية (Forbes Arabia) في عددها الذي صدر خلال شهر مايو 2008 لأقوى 50 سيدة أعمال عربية في العام 2008.

تولت مناصب تنفيذية متنوعة في منظمات عذة، فضلا ًعن المهام الموكلة إليها كرئيسة للمختبر التقني في دائرة الصحة والخدمات الطبية. عملت كعضو في «مجلس إدارة الموانئ والمناطق الحرة»، «مجلس دبي»، و «مؤسسة دبي لتنمية الصادرات». وهي أيضًا ًعضو في مشروع «فرصة» الذي تقيمه دبي العالمية والذي يهدف إلى المساعدة في نمو نشاط سيدات الأعمال.

## الجوائز والتقدير
- 1 ضمن أقوى 50 سيدة أعمال عربية في العام 2008، فوربز العربية

## الحياة الشخصية
دانة هي ابنتها الوحيدة.